# DOUBT!! w/ZERO
『DOUBT!! w/ZERO』（ダウト!! ウィズ/ゼロ）は、椎名慶治の配信限定シングル。2020年8月5日に配信が開始された。

## 解説
前作『KI?DO?AI?RAKU?』に続き、2ヵ月連続デジタルリリースの第2弾として配信された配信限定シングルである。
SURFACE時代も含めた椎名の22年の音楽活動の中で、オリジナルの新曲としては初のギターレス楽曲となっている。
椎名のソロ名義の楽曲ではあるが、作詞に参加しているラッパーZEROとのコラボユニット、“ZERO vs 417”の6年ぶりの再始動の楽曲にもなっている。

## 収録曲
1. DOUBT!! w/ZERO
作詞:椎名慶治・ZERO、作曲:椎名慶治、編曲:宮田“レフティ”リョウ[3]